# 佐々宮ちるだ
佐々宮 ちるだ（ささみや ちるだ）は、埼玉県出身の日本のライトノベル作家、ゲームシナリオライター。
出版やゲーム関係の仕事を経て、2003年にデビュー。主にゲームのノベライズ作品を手がけてきたが、2012年に初のオリジナル作品『まほねーず☆とらいあんぐる』を上梓する。

## 作品リスト

### ノベライズ作品
以下の諸作品のノベライズを執筆している。
- ぽぽたん -ひみつのじゅもん-
- 姉、ちゃんとしようよっ！2
- つよきす
- D.C.Four Seasons 〜ダ・カーポ〜 フォーシーズンズ メモリーデイズ
- ナーサリィ☆ライム
- いつか、届く、あの空に。
- リリカル♪りりっく
- ティンクル☆くるせいだーす
- スマガ
- 夜明け前より瑠璃色な MoonlightCradle
- 穢翼のユースティア

### オリジナル小説
- まほねーず☆とらいあんぐる（一迅社刊、2012年）
- おねえちゃん再起動! （一迅社刊、2013年）
- はみだし英傑の冒険譚（一迅社刊、2014年）

### ゲームシナリオ
- すくみず2 〜泳・げ・な・い〜（2005年、CIRCUS FETISH）
- 式神 〜桔梗の華に秘めたる想い〜（2007年、WHITE CYC）
- Before Dawn Daybreak 〜深淵の歌姫〜（2008年、BLACK CYC）
- 獄淫の尖塔（2011年、BLACK CYC）
- あねよめカルテット（2014年、きゃんでぃそふと）
- あねよめコンチェルト（2015年、きゃんでぃそふと）
- おいしゃさんレイパー2（2016年、同人:田辺組 TEAM-TANABE）
- 白衣の天使はお世話好き! ～ラブラブエッチな入院生活～（2016年、きゃんでぃそふと）
- ぜったい遵守☆にゅ～こづくりわーるど（2016年、softhouse-seal GRANDEE）
- らぶこみゅ（2019年、ましゅまろそふと）